# Nova Ubiratã
Nova Ubiratã – miasto i gmina w Brazylii, w stanie Mato Grosso.